# Wolfgang Mettgenberg

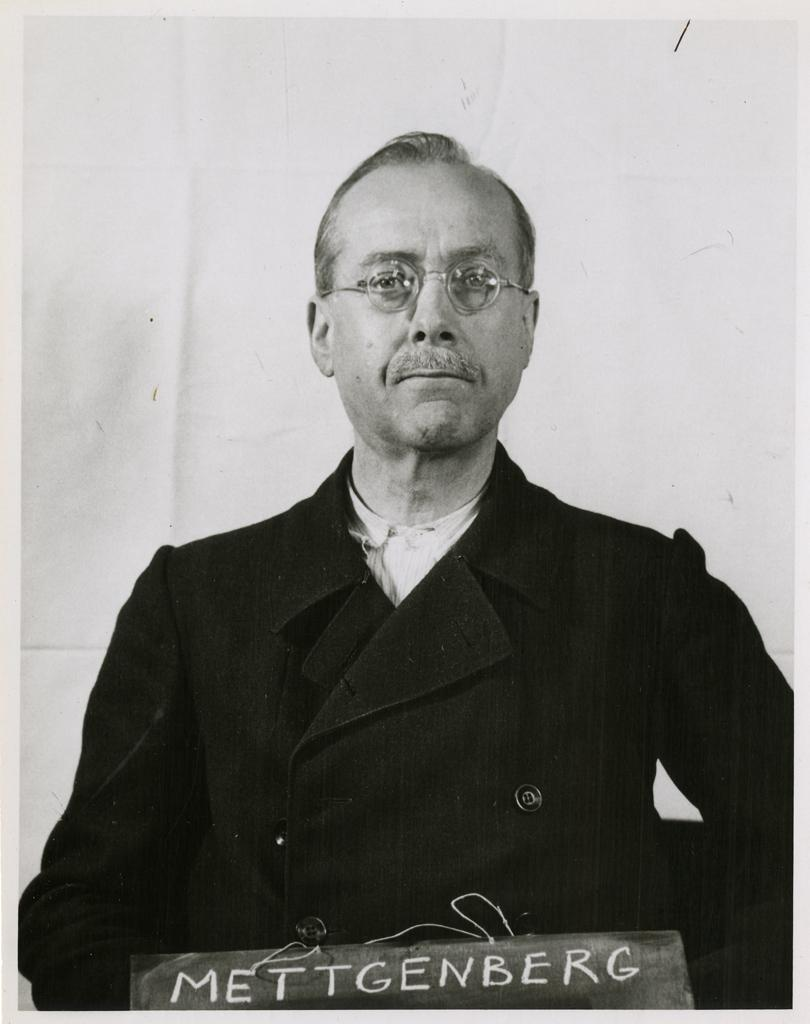
Wolfgang Mettgenberg während der Nürnberger Prozesse

Wolfgang Mettgenberg (* 10. Oktober 1882 in Kleve; † 7. April 1950 in Landsberg) war ein deutscher Jurist. Er arbeitete ab 1920 im Reichsjustizministerium und galt als Kapazität auf den Gebieten des Völkerrechts und des Auslieferungsrechts. Während des Zweiten Weltkriegs leitete er die Durchführung des Nacht-und-Nebel-Erlasses und wurde wegen dieses Kriegsverbrechens im Juristenprozess der Nürnberger Prozesse 1947 zu zehn Jahren Zuchthaus verurteilt.

## Leben
Mettgenberg war der Sohn des Pfarrers Karl Mettgenberg (1848–1920). Nach der Ernennung des Vaters zum Konsistorialrat zog die Familie von Kleve nach Koblenz, wo Mettgenberg 1902 auf dem Kaiserin-Augusta-Gymnasium die Reifeprüfung bestand. Anschließend studierte er an den Universitäten Grenoble, Bonn und Berlin. Ab 1905 absolvierte er sein Referendariat in Boppard und Koblenz und legte 1909 sein Assessorexamen ab. 1906 wurde er an der Rheinischen Friedrich-Wilhelms-Universität Bonn mit einer Arbeit zur „Attentatsklausel im Deutschen Auslieferungsrecht“ promoviert.
Ab 1909 war Mettgenberg als Staatsanwaltsgehilfe in Koblenz, Aachen, Köln und Elberfeld tätig. 1916 wurde er zum Staatsanwalt ernannt und 1920 in das Reichsjustizministerium einberufen. Er wurde 1921 zum Oberregierungsrat, 1923 zum Ministerialrat und 1939 zum Ministerialdirektor sowie schließlich zum Ministerialdirigenten befördert.
Mettgenberg wurde während des Nationalsozialismus befördert, obwohl er kein Mitglied der NSDAP war. Er leitete im Reichsjustizministerium die Unterabteilung III A für nichtpolitische Einzelstrafsachen und war 1938/39 Sonderreferent für „Heimtücke“-Sachen. Außerdem wirkte er in der Abteilung II für Strafgesetzgebung als maßgebender Referent für zwischenstaatliches Strafrecht und das Auslieferungsrecht. In der Abteilung IV (Strafrechtspflege) nahm er während des Zweiten Weltkriegs den besonderen Aufgabenbereich „besetzte Gebiete“ wahr. Zu seiner Abteilung gehörte das „Nacht und Nebel“-Referat unter Wilhelm von Ammon, das für die Durchführung des Nacht-und-Nebel-Erlasses zuständig war. Mettgenberg und Ammon stimmten sich dabei in zweifelhaften Fällen ab und wirkten maßgeblich an der Ausgestaltung der Richtlinien mit.
Wegen ihrer Beteiligung an der Durchführung dieses Kriegsverbrechens wurden Mettgenberg und Ammon im Nürnberger Juristenprozess angeklagt und waren dort weitgehend geständig. Sein Verteidiger war Alfred Schilf. Beide wurden zu jeweils zehn Jahren Zuchthaus verurteilt. Das Gericht berücksichtigte, dass Mettgenberg keine hohe Position innegehabt und kein Mitglied von NSDAP oder SS gewesen war. Es attestierte ihm aber, er habe weitreichende Befugnisse und weitreichenden Entscheidungsspielraum gehabt. Mettgenberg starb im Landsberger Kriegsverbrechergefängnis.

## Veröffentlichungen
- Die Attentatsklausel im deutschen Auslieferungsrecht. H. Laupp, Tübingen 1906.
- Die Auslieferungsvereinbarung der mittelamerikanischen Republiken vom 20. Dezember 1907. De Gruyter, Berlin 1908.
- Joseph Görres. Ein Beitrag zur Geschichte des Auslieferungsrechts. In: Zeitschrift für internationales Privat- und öffentliches Recht ; 18. 1908.
- Die Reziprozität im deutschen Auslieferungsrecht. In: Archiv für öffentliches Recht ; 25. 1909.
- Christian von Massenbach. Ein Beitrag zur Geschichte des Auslieferungsrechts. In: Zeitschrift für internationales Recht ; 20. 1910.
- Georg Friedrich Rebmann. Ein Beitrag zur Geschichte des Auslieferungsrechts. In: Zeitschrift für internationales Recht ; 20. 1910.
- Karl Heinrich Brüggemann. Ein Beitrag zur Geschichte des Auslieferungsrechts. In: Zeitschrift für internationales Recht ; 20. 1910.
- Die Praxis des deutschen Reichsgerichts in Auslieferungssachen. In: Zeitschrift für internationales Recht ; 23. 1913.
- Die Rechtsverträge des Deutschen Reichs mit Erläuterungen in Einzelheften herausgegeben von Wolfgang Mettgenberg und Erich Volkmar. J. Bensheimer, Mannheim 1925.
- Die Verträge mit der Tschechoslowakei über Rechtshilfe in Strafsachen. Bensheimer, Mannheim 1925.
- Ein Deutscher darf nicht ausgeliefert werden! (Artikel 112 Abs. 3 der Reichsverfassung). Dümmler, Berlin 1925.
- Die Neugestaltung des deutschen Auslieferungsrechts. Ein Rundfunkvortrag. Mohr, Tübingen 1927.
- Freies Geleit und Exterritorialität. Dümmler, Berlin 1929.
- (Hrsg.): Deutsches Auslieferungsgesetz. J. Bensheimer, Mannheim etc. 1930.
- Deutsche Konsulargerichtsbarkeit. Decker, Berlin 1936.
- (Hrsg.): Erwin Bumke zum 65. Geburtstage. v. Decker, Berlin 1939.